# Erastrifacies
Erastrifacies é um gênero de traça pertencente à família Arctiidae.